# Правильний 10-симплекс
| Правильний 10-симплекс | Правильний 10-симплекс            |
| ---------------------- | --------------------------------- |
|                        |                                   |
| Тип                    | Правильний десятивимірний політоп |
| Символ Шлефлі          | {3,3,3,3,3,3,3,3,3}               |
| 9-вимірних комірок     | 11                                |
| 8-вимірних комірок     | 55                                |
| 7-вимірних комірок     | 165                               |
| 6-вимірних комірок     | 330                               |
| 5-вимірних комірок     | 462                               |
| 4-вимірних комірок     | 462                               |
| Комірок                | 330                               |
| Граней                 | 165                               |
| Ребер                  | 55                                |
| Вершин                 | 11                                |
| Вершинна фігура        | Правильний 9-симплекс             |
| Двоїстий політоп       | Він же                            |

Правильний 10-симплекс, або гендекаксеннон, або гендека-10-топ — правильний самодвоїстий десятивимірний політоп. Має 11 вершин, 55 ребер, 165 граней — правильних трикутників, 330 правильнотетраедричних комірок, 462 п'ятикомірникових 4-комірки, 462 5-комірки, що мають форму правильного 5-симплекса, 330 6-комірок, що мають форму правильного 6-симплекса, 165 7-комірок, що мають форму правильного 7-симплекса, 55 8-комірок, що мають форму правильного 8-симплекса і 11 9-комірок, що мають форму правильного 9-симплекса. Його двогранний кут дорівнює arccos(0,1), тобто приблизно 84,26°.

## Координати
Правильний 10-сипмлекс можна розмістити в декартовій системі координат таким чином (довжина ребра тіла дорівнює 2 і центр збігається з початком координат):
{\displaystyle \left({\sqrt {1/55}},\ {\sqrt {1/45}},\ 1/6,\ {\sqrt {1/28}},\ {\sqrt {1/21}},\ {\sqrt {1/15}},\ {\sqrt {1/10}},\ {\sqrt {1/6}},\ {\sqrt {1/3}},\ \pm 1\right)}
{\displaystyle \left({\sqrt {1/55}},\ {\sqrt {1/45}},\ 1/6,\ {\sqrt {1/28}},\ {\sqrt {1/21}},\ {\sqrt {1/15}},\ {\sqrt {1/10}},\ {\sqrt {1/6}},\ -2{\sqrt {1/3}},\ 0\right)}
{\displaystyle \left({\sqrt {1/55}},\ {\sqrt {1/45}},\ 1/6,\ {\sqrt {1/28}},\ {\sqrt {1/21}},\ {\sqrt {1/15}},\ {\sqrt {1/10}},\ -{\sqrt {3/2}},\ 0,\ 0\right)}
{\displaystyle \left({\sqrt {1/55}},\ {\sqrt {1/45}},\ 1/6,\ {\sqrt {1/28}},\ {\sqrt {1/21}},\ {\sqrt {1/15}},\ -2{\sqrt {2/5}},\ 0,\ 0,\ 0\right)}
{\displaystyle \left({\sqrt {1/55}},\ {\sqrt {1/45}},\ 1/6,\ {\sqrt {1/28}},\ {\sqrt {1/21}},\ -{\sqrt {5/3}},\ 0,\ 0,\ 0,\ 0\right)}
{\displaystyle \left({\sqrt {1/55}},\ {\sqrt {1/45}},\ 1/6,\ {\sqrt {1/28}},\ -{\sqrt {12/7}},\ 0,\ 0,\ 0,\ 0,\ 0\right)}
{\displaystyle \left({\sqrt {1/55}},\ {\sqrt {1/45}},\ 1/6,\ -{\sqrt {7/4}},\ 0,\ 0,\ 0,\ 0,\ 0,\ 0\right)}
{\displaystyle \left({\sqrt {1/55}},\ {\sqrt {1/45}},\ -4/3,\ 0,\ 0,\ 0,\ 0,\ 0,\ 0,\ 0\right)}
{\displaystyle \left({\sqrt {1/55}},\ -3{\sqrt {1/5}},\ 0,\ 0,\ 0,\ 0,\ 0,\ 0,\ 0,\ 0\right)}
{\displaystyle \left(-{\sqrt {20/11}},\ 0,\ 0,\ 0,\ 0,\ 0,\ 0,\ 0,\ 0,\ 0\right)}